# Črni potok, Pivka
Črni potok je potok, ki izvira pri naselju Veliki Otok pri Postojni in teče po vzhodnem robu Postojnske kotline. Kasneje ponikne v jamo Lekinko in se v podzemno izliva v reko Pivko, ki teče po Postojnski jami.